# Három kívánság (televíziós sorozat)
A Három kívánság televíziós kívánságműsor volt, amellyel az addig főleg lemezlovasként tevékenykedő Dévényi Tibor országos ismertségre tett szert. A Magyar Televízió számára készített műsorsorozat lényege: lehetőséget teremteni arra, hogy kamaszkorú gyermekek találkozhassanak kedvenceikkel, híres sportolókkal, előadóművészekkel stb., vagy más, egyébként megvalósíthatatlannak tűnő álmukat, kívánságukat valóra válthassák.

## Története
A műsorsorozatot 1984 és 1999 között sugározta a Magyar Televízió. A műsorvezető Dévényi Tiboron túl közreműködött Kovács Márk és Déri János is. A műsorban számos híresség szerepelt valamilyen módon (többek közt George W. Bush, David Hasselhoff, Diego Maradona vagy Ricky Martin is megjelent a show-ban, vagy épp a stáb ment értük). 2000-ben Három kívánság klub címmel futott. A műsor főcímdalát 1987-től Eszményi Viktória énekelte.
Alapvetően Dévényi szervezte le a különféle kívánságok megvalósítását, így ő egyeztetett hírességek menedzsmentjével vagy különböző szervezetek képviselőivel. Elmondása szerint a megvalósított kívánságok 70%-a volt valódi, a maradék 30% produkciót kicsit „tupírozni” kellett, hogy egy televíziós műsorban eladhatók, szórakoztatóak legyenek, például ne csak egy egyszerű találkozás legyen egy ismert emberrel, hanem történjen vele valami különleges attrakció is. (Például: Juszt Lászlót tűzoltók hozzák le a Szabadság hídról vagy David Hasselhoff Trabantot vezessen stb.) A beérkező több tízezernyi kívánságból amúgy is mindenképpen válogatni kellett. Később már nem csak gyerekek kívánságai jelentek meg a műsorban, hanem felnőtteké, sőt, szintén ismert embereké is, így Kesjár Csaba autóversenyzőé is, aki C. C. Catch-csel szeretett volna találkozni, ezt végül úgy hozták tető alá, hogy a repülőtértől a szállodáig Kesjár fuvarozta el az énekesnőt versenytempóban, miután Dévényi kéresére a rendőrség erre az időre lezárta az érintett útvonalat. A műsor egyfajta védjegyévé vált a pontos labda, amit Dévényi a gyerekek közé dobott. Ez azért volt lényeges, mert a hosszú ideig tartó forgatás alatt a gyerekek is elfáradtak, és ezzel a stáb fenn tudta tartani az érdeklődésüket. Dévényi később könyvet is megjelentetett a műsorról.
Évekkel a műsor után több ironizáló cikk is megjelent, amelyek rávilágítottak a műsor sokszor szürreális, esetenként kínos szituációira, illetve kiemelték, hogy az 1996-os betiltásig a műsorban néha zavaróan gyakran és feltűnően jelentek meg különböző szponzor cégek és termékek, kvázi reklámként.
Összesen: 
- 16 évig ment a műsor,
- 1200 kívánság teljesült,
- 72 világsztár szerepelt benne,
- 22 országban járt a stáb, köztük Japánban és Ausztráliában is.

## A Három kívánság-per
Dévényi 2007 nyarán  egy hosszú idő óta húzódó pert nyert meg az MTV-vel szemben, így ő rendelkezhet a Három kívánság jogaival. Dévényi arra hivatkozott, ő mindig külső munkatársként dolgozott a csatornánál és a műsorát mindig is saját szellemi termékének tekintette. Dévényi sajtónyilatkozata szerint az MTV javára bejegyzett védjegyet a bíróság jogerősen törölte.
A Magyar Televízió Rt. védjegyének adatai: 
- A védjegy: Három kívánság (szóösszetétel)
- Bejelentés napja: 1997. november 19.
- Ügyszám: M9704267
- A lajstromozásról szóló határozat napja: 1999. február 25.
- Lajstromszám: 155819
- Árujegyzék:
  - 35. osztály: Reklámozás és ügyletek; kereskedelmi ügyletek bonyolítása.
  - 38. osztály: Televíziós adás, televíziós műsor készítése.
  - 41. osztály: Nevelés és oktatás, valamint filmgyártás
- Oltalom megszűnésének napja: 2007. november 20.[1] (Ebből arra lehet következtetni, hogy a védjegy oltalmának megszűnése a védjegyoltalom megújításának hiányában történt.)

## Rádióműsor neveként
A produkció nevét 2018 októberétől a Retro Rádión indult rádióműsor viseli, amelyet szintén Dévényi Tibor vezet.